# Kathleen Corrigan
Kathleen Margaret Corrigan (Quincy, 3 de março de 1945 – Norwell, 2 de maio de 2025) foi uma ginasta estadunidense, que competiu em provas de ginástica artística.

## Carreira
Corrigan fez parte da equipe estadunidense que disputou os Jogos Pan-americanos de São Paulo, em 1963. Na ocasião, conquistou a medalha de ouro por equipes, ao superar as canadenses pela segunda vez consecutiva. Nas finais individuais por aparelhos, subiu ainda ao pódio como terceira colocada no salto sobre a mesa e no solo, em provas vencidas pelas compatriotas Dale McClements e Avis Tieber, respectivamente. Quatro anos mais tarde, nos Jogos de Winnipeg, tornou-se bicampeã por equipes, ao superar as canadenses pela terceira vez. Individualmente, subiu ao pódio como terceira ranqueada no solo uma segunda vez em duas edições disputadas. Enquanto ginasta, disputou ainda os Jogos Olímpicos de Tóquio, no qual não conquistara medalhas e obteve como melhor colocação o nono lugar por equipes.

## Morte
Corrigan morreu no 2 de maio de 2025, aos 80 anos.